# Cropia tessellata
Cropia tessellata är en fjärilsart som beskrevs av Jan Sepp 1848. Cropia tessellata ingår i släktet Cropia och familjen nattflyn. Inga underarter finns listade i Catalogue of Life.